# Станчо Кайков
Станчо Митев Кайков е български офицер, бригаден генерал.

## Биография
Роден е на 9 септември 1971 г. в град Шумен. Завършва природоматематическата гимназия в родния си град. В периода 1989 – 1994 г. учи във Висшето военно артилерийско военно училище „Панайот Волов“ в Шумен като инженер по изчислителна техника. Разпределен е като командир на радио-технически взвод в 61-ви зенитно-артилерийски полк в Стара Загора. От 1999 до 2005 г. служи във ВВУАПВО „Панайот Волов“ в Шумен. Между 2005 и 2013 г. служи в Националния военен университет. От 2013 до 2015 г. е във Военната академия в София. От януари до август 2012 г. е офицер по планиране на текущи операции в Щаба на операция „Решителна подкрепа“ в Афганистан. През 2014 г. защитава докторска дисертация на тема „Модел за управление на риска в системи за управление на информационната сигурност“. Между 2015 и 2025 г. служи в Министерството на отбраната. Сред заеманите позиции са в Инспектората на министерството и директор на дирекция „Управление на човешките ресурси в отбраната“. От 1 април 2025 г. е удостоен със звание бригаден генерал и е назначен за началник на Националния военен университет.

## Образование
- Природоматематическа гимназия „Нанчо Попович“ – Шумен (до 1989)
- ВВУАПВО „Панайот Волов“, „Военен инженер по изчислителна техника“ (1989 – 1994)
- Военна академия „Г. C. Pаковски“, Организация и управление на оперативно-тактическите формирования от Сухопътни войски (до 2005)
- Национален военен университет „Васил Левски“, докторска степен (2014)
- Военна академия „Г. C. Pаковски“, Стратегическо ръководство на отбраната и въоръжените сили (до 2017)

## Военни звания
- Лейтенант (1994)
- Старши лейтенант
- Капитан
- Майор
- Подполковник
- Полковник (1 август 2017)
- Бригаден генерал (1 април 2025)